# Laura Staehli
Laura Staehli (31 de dezembro de 1991) é uma esgrimista suíça de espada, medalhista de bronze no Campeonato Mundial de 2018.

## Carreira
Staehli nasceu em 31 de dezembro de 1991, e cresceu numa família de esgrimistas: sua mãe e seus avós praticaram o esporte, enquanto sua irmã, Martina, também atua na modalidade espada..
Na temporada de 2018, Staehli conquistou uma medalha de ouro no mundial realizado em Wuxi, China. Na ocasião, ela venceu as medalhistas olímpicas Sun Yiwen e Emese Szász-Kovács, alcançando as semifinais, quando foi derrotada pela italiana Mara Navarria. Esta últuma, posteriormente, conquistaria a medalha de ouro do evento individual.